# Slag bij San Pietro
De Slag bij San Pietro of de Slag bij Crocetta of de Slag bij Parma vond op 29 juni 1734 aan de muren van de stad Parma. Het was een onderdeel van de Poolse Successieoorlog. Voornamelijk Franse troepen verdedigden de stad tegen het oprukkende Habsburgse leger.

## Achtergrond
De Poolse Successieoorlog (1733-1735) begon met de dood van August II van Polen. De Fransen steunden de Poolse kandidaat Stanisław Leszczyński, de Habsburgers, de keurvorst van Saksen Frederik August. De hertog van Parma Karel I had een oogje laten vallen op het het koninkrijk Napels en het koninkrijk Sicilië. Koning Karel Emanuel III van Sardinië wou het hertog Hertogdom Milaan en sloot een pact met de Fransen.
In oktober 1733 had Karel Emanuel III  het Hertogdom Milaan ingepalmd. De Oostenrijkers lieten dit niet gebeuren en gingen in de tegenaanval. Ter hoogte van de stad Parma stonden de twee legers tegenover elkaar. De Fransen hadden voor de stad diepe loopgrachten gedolven.

## Slag
Het Habsburgse leger stond onder leiding van Florimond de Mercy en Frederik van Württemberg. Florimond de Mercy begon onmiddellijk met de aanval, terwijl Württemberg talmde omdat nog een groot deel van de soldaten de rivier de Taro niet had overgestoken. Tijdens het heen-en-weer geschut vulden het keizerlijk leger de loopgrachten met wiep. De eerste golf werd afgeslagen, maar Mercy zette de aanval voort en beval nieuwe regimenten tot de aanval. Ze bleven werken aan het vullen van de loopgraven, waarbij ze de opgestapelde lichamen van hun kameraden gebruikten. Ze stonden op het punt de eerste Franse linie in te nemen toen Mercy werd geraakt en gedood door een musketkogel, wat verwarring en wanorde binnen de linies veroorzaakte. Württemberg nam het roer over, maar toen ook hij gewond werd, werd de strijd gestaakt.

## Vervolg
De balans voor beide partijen was zwaar. De Oostenrijkers verloren hun veldmaarschalk en nog eens zes generaals. Florimond de Mercy werd vervangen door Jozef van Königsegg. De Poolse Successieoorlog ging onverminderd verder.